# Patrik Liljestrand
Bo Patrik Liljestrand (Uddevalla, 25 de janeiro de 1966) é um ex-handebolista profissional sueco, medalhista olimpico.
Patrik Liljestrand fez parte do elenco medalha de prata de Barcelona 1992.